# Vincetoxicum pubescens
Vincetoxicum pubescens är en oleanderväxtart som först beskrevs av Aleksandr Andrejevitj Bunge, och fick sitt nu gällande namn av Carl Ernst Otto Kuntze. Vincetoxicum pubescens ingår i släktet tulkörter, och familjen oleanderväxter. Inga underarter finns listade i Catalogue of Life.